# Horný Vadičov
Horný Vadičov es un municipio del distrito de Kysucké Nové Mesto en la región de Žilina, Eslovaquia, con una población estimada a final del año 2024 de 1723 habitantes.
Se encuentra ubicado al noroeste de la región, cerca del curso alto del río Váh (cuenca hidrográfica del Danubio) y de la frontera con la República Checa y Polonia.

## Demografía
| Año        | 1994 | 2004    | 2014    | 2024    |
| ---------- | ---- | ------- | ------- | ------- |
| Población  | 1509 | 1557    | 1633    | 1723    |
| Diferencia |      | +3,18 % | +4,88 % | +5,51 % |

| Año        | 2023 | 2024    |
| ---------- | ---- | ------- |
| Población  | 1722 | 1723    |
| Diferencia |      | +0,05 % |